# Église Saint-Jean-Baptiste de Saint-Jean-sur-Veyle
L'église Saint-Jean-Baptiste est une église située en France sur la commune de Saint-Jean-sur-Veyle, dans le département de l'Ain en région Auvergne-Rhône-Alpes.
Elle fait l’objet d'une inscription au titre des monuments historiques depuis le 14 avril 1965.

## Présentation

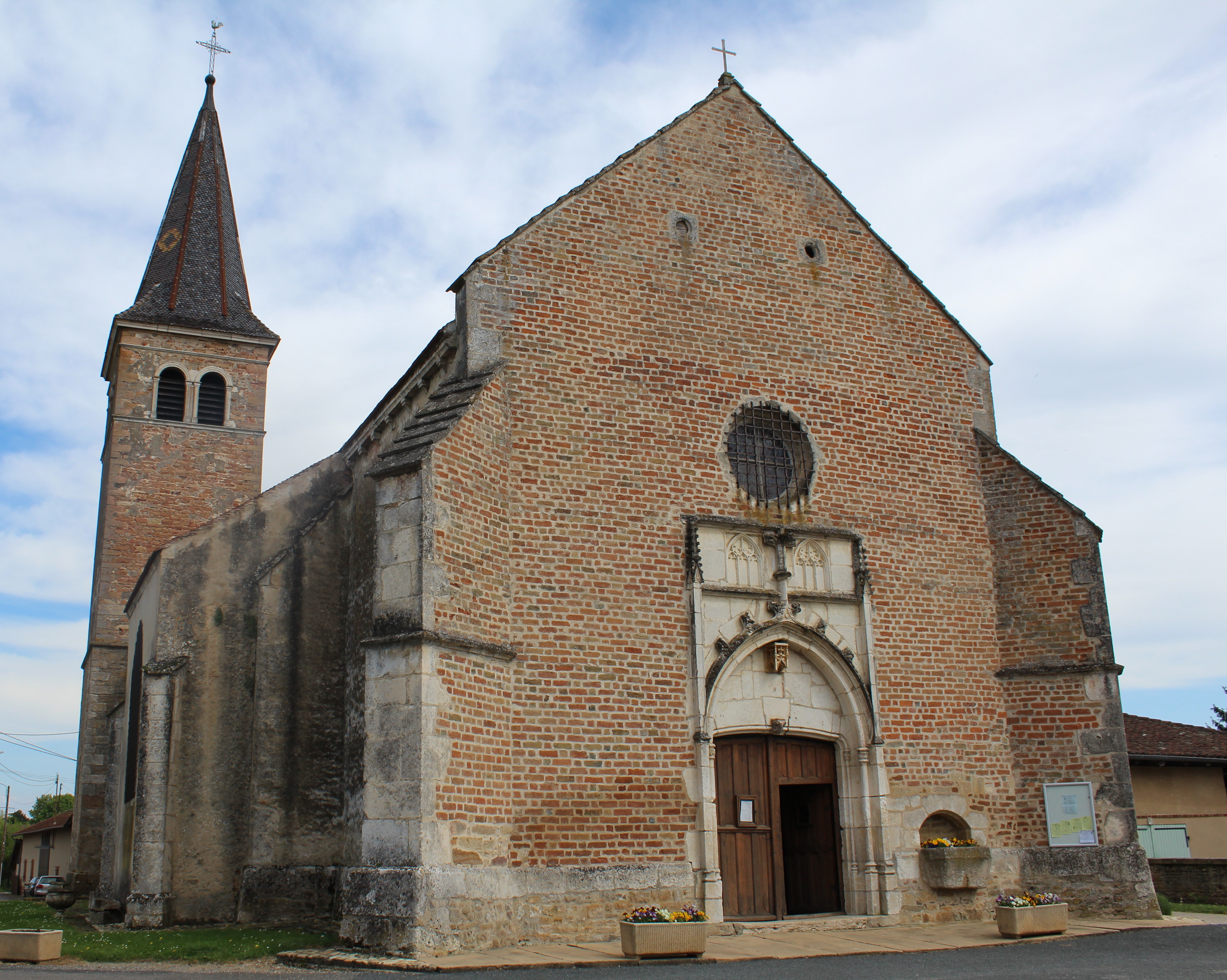
Façade principale de l'église.

L'église est située dans le département français de l'Ain, sur la commune de Saint-Jean-sur-Veyle.
L'édifice est inscrit au titre des monuments historiques en 1965.